# Baksan
Baksan (en russe : Бакса́н) est une ville de la république de Kabardino-Balkarie, en Russie, et le centre administratif du raïon de Baksan. Sa population s'élevait à 38 474 habitants en 2020.

## Géographie
Baksan se trouve à la limite septentrionale du Caucase du Nord, sur la rive gauche de la rivière Baksan, un affluent de la rive droite du Terek. La ville est située à 22 km au nord de Naltchik, contournée par la route fédérale R217, qui relie Rostov-sur-le-Don à la frontière avec l'Azerbaïdjan. 

## Histoire
La première mention d'un village à l'emplacement de la ville actuelle remonte à 1748. En 1822, il devient un poste fortifié de la ligne de défense du Caucase, sur l'ancienne frontière de l'Empire russe. Des migrants venus de Russie centrale et d'Ukraine fondent un nouveau village en 1891. En 1964, Baksan reçoit le statut de commune urbaine et en 1967 celui de ville. Le village de Doulougbeï est annexé par Baksan en 2004.

## Population

### Démographie
Recensements ou estimations de la population
| 1939* | 1959* | 1970*  | 1979*  | 1989*  | 2002*  | 2010*  | 2012   |
| ----- | ----- | ------ | ------ | ------ | ------ | ------ | ------ |
| 3 805 | 3 583 | 18 443 | 21 843 | 28 767 | 35 805 | 36 857 | 36 907 |

| 2013   | 2014   | 2015   | 2016   | 2017   | 2018   | 2019   | 2020   |
| ------ | ------ | ------ | ------ | ------ | ------ | ------ | ------ |
| 37 163 | 37 373 | 37 527 | 37 782 | 38 053 | 38 192 | 38 361 | 38 474 |

### Nationalités
Au recensement de 2002, la population de Baksan se composait de  :
- 86,8 % de Kabardes
- 9,6 % de Russes
- 0,4 % de Balkars
- autres (3,2 %)

## Économie
Baksan compte plusieurs établissements industriels :
- Avtozaptchast : systèmes de ventilation pour l'industrie automobile (KamAZ, GAZ, Avtovaz)
- Mekhovchtchik : manteaux et vestes en fourrure pour hommes
- Baksanskoïe tratsko-trikotajnoïe obiedineïnie : tricots, etc.
- Baksanpichtcheprom : conserves

En amont de la ville, sur la rivière Baksan, se trouve une centrale hydroélectrique.